# John Peters Humphrey
John Peters Humphrey, OC (30 d'abril de 1905- 14 de març de 1995) fou un advocat i jurista canadenc, defensor dels drets humans. És conegut per haver redactat el primer esborrany de la Declaració Universal dels Drets Humans.

## Publicacions
- Humphrey, John Peters, Human Rights and the United Nations: A Great Adventure (Nova York: Transnational Publishers, 1984) (autobiography)